# Okręty pancerne typu Hydra
Okręty pancerne typu Hydra – typ greckich okrętów pancernych, składający się z trzech jednostek: „Hydra”, „Spetsai” i „Psara”. Okręty zostały zamówione w 1885 roku we Francji w ramach szerszej reorganizacji i modernizacji greckich wojsk, które okazały się nieskuteczne w czasie powstania kreteńskiego w 1866 roku. Zwodowane w latach 1889-1890, były gotowe do służby do roku 1892. Ich uzbrojenie składało się z trzech dział kalibru 274 mm i pięciu dział kalibru 150 mm. Mogły osiągać prędkość 17 węzłów.
Okręty często operowały razem w czasie swojej służby. Ich udział w wojnie grecko-tureckiej w 1897 roku był jednak znacznie ograniczony ze względu na interwencję mocarstw europejskich. W czasie modernizacji przeprowadzonych w ostatniej dekadzie XIX i pierwszej dekadzie XX wieku ulepszone zostało ich uzbrojenie, jednak w momencie wybuchu działań wojennych były zbyt wolne by móc nadążyć za nowszymi okrętami greckiej floty, przede wszystkim krążownikiem pancernym „Georgios Averof”. Brały udział w bitwie koło przylądka Elli, ale w czasie bitwy koło Lemnos zostały z tyłu ze względu na swoją niską prędkość. Wyraźnie przestarzałe, po zakończeniu wojny okręty zostały przydzielone do drugorzędnych zadań i nie brały aktywnego udziału w I wojnie światowej. Okręty miały zostać sprzedane w 1919 roku, ale pozostały we flocie jako jednostki rezerwowe do 1929 roku.

## Geneza
Kryzys bałkański zapoczątkowany przez wojnę serbsko-bułgarską razem z rozbudową marynarki przez Imperium Osmańskie w latach 60. i 70. XIX wieku, wymusił na greckiej marynarce wojennej rozpoczęcie programu remilitaryzacji. Ponadto grecka flota okazała się zbyt słaba by przeciwstawić się osmańskiej potędze morskiej w czasie powstania kreteńskiego w 1866 roku. W 1885 roku Grecja zamówiła trzy okręty pancerne typu Hydra. Jednostki zostały zakontraktowane we Francji w stoczniach w Granville i Saint-Nazaire w czasie premierostwa Charilaosa Trikupisa.

## Konstrukcja

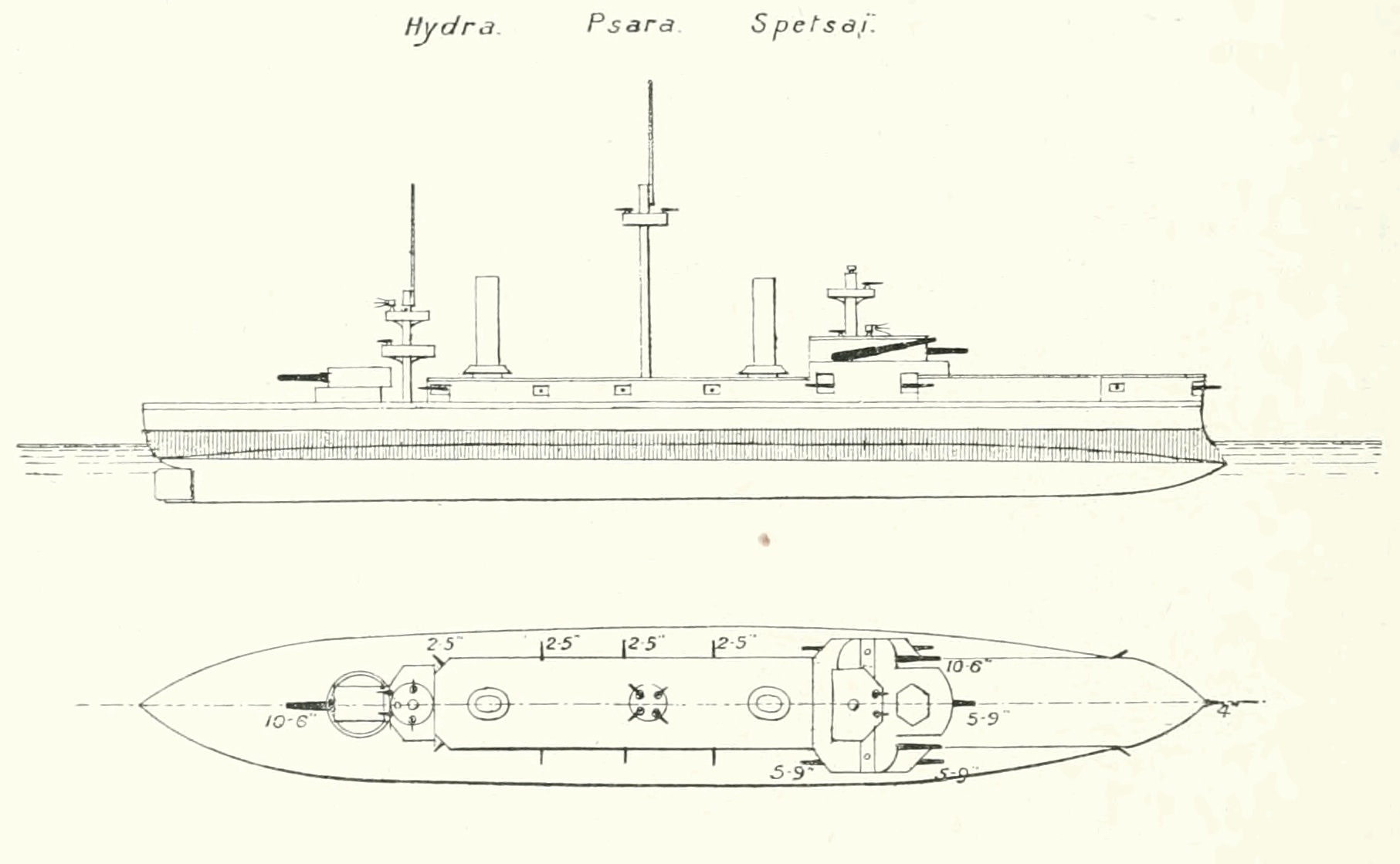
Szkic uzbrojenia i opancerzenia okrętów typu Hydra

Okręty miały 102,01 m długości między pionami, 15,8 m szerokości i 5,5 m zanurzenia. W momencie zbudowania miały wyporność 4808 ton. Do 1910 roku ich wyporność zwiększyła się do 4885 ton. Załoga każdego z okrętów składała się z około 400 oficerów i marynarzy. Maszynownia składała się z dwóch maszyn parowych potrójnego rozprężania zasilanych przez cztery cylindryczne kotły parowe. Moc maszyn wynosiła 6700 KM, co pozwalało okrętom osiągać prędkość maksymalną 17 węzłów. Zapas węgla wynosił 500 ton. Spaliny uchodziły przez dwa kominy. Kadłub podzielony został na 118 przedziałów wodoszczelnych.
Uzbrojenie głównego kalibru okrętów typu Hydra składało się z trzech dział Caneta kalibru 274 mm. Dwa z nich zostały zamontowane na dziobie w dwóch barbetach po obu stronach nadbudówki; lufy dział miały długość 34 kalibrów (L/34). Trzecie działo, o długości lufy wynoszącej 28 kalibrów, zostało zamontowane w wieży na rufie. Uzbrojenie średniego kalibru składało się z czterech dział kal. 150 mm L/36 zamontowanych w kazamatach pod przednią artylerią główną, po dwie na każdej burcie, i piątego działa tego kalibru zamontowanego na pokładzie głównym pośrodku na dziobie. Okręty miały również kilka dział mniejszego kalibru do obrony przed torpedowcami, na które składały się cztery działa kal. 86 mm L/22, cztery działa 3-funtowe, cztery działa 1-funtowe i sześć 1-funtowych działek rewolwerowych. Okręty zostały też wyposażone w trzy wyrzutnie torpedowe kal. 356 mm. Dwie z nich znajdowały się na burtach, a jedna na dziobie.
Opancerzenie jednostek wykonane było ze stali Creusota i typu compound. Grubość głównego pasa opancerzenia wynosiła 300 mm w centralnej części okrętu i zmniejszała się do 100 mm na obu końcach kadłuba. Przy maksymalnej wyporności pas był całkowicie zanurzony pod wodą. Powyżej głównego pasa znajdował się pancerz o grubości 76 mm, który pokrywał centralną część burty. Artyleria główna chroniona była przez pancerz o grubości od 300 do 360 mm, zaś barbety – 300 mm. Pancerny pokład „Hydry” miał grubość 48 mm, podczas gdy opancerzenie pokładów „Psary” i „Spetsai” zostało pogrubione do 58 mm.

## Budowa i modernizacja

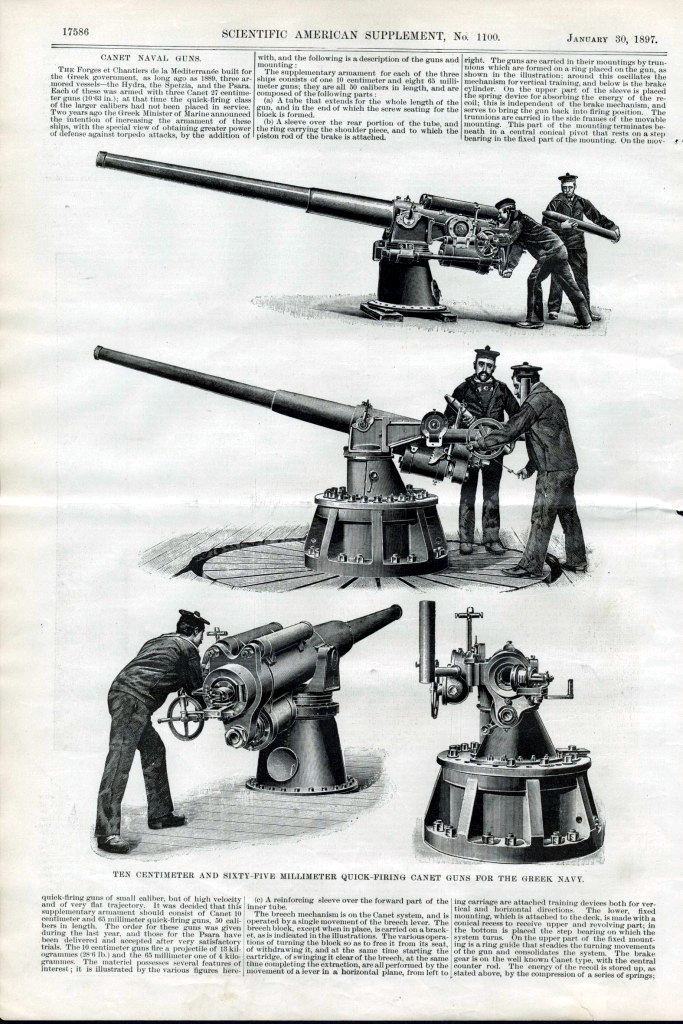
Działa Caneta kal. 100 mm i 65 mm zamontowane na okrętach pancernych typu Hydra w czasie pierwszej modernizacji

„Hydra” została zbudowana przez stocznię Ateliers et Chantiers de la Loire w Saint-Nazaire, podczas gdy „Spetsai” i „Psara” przez Société Nouvelle des Forges et Chantiers de la Méditerranée w Granville. Wodowanie „Hydry” odbyło się 15 maja 1889 roku. „Spetsai” został zwodowany 26 października 1889 roku, a „Psara” 20 lutego 1890 roku. Wszystkie trzy okręty zostały przeprowadzone do Pireusu i wprowadzone do służby w 1892 roku. W latach 1897–1900 okręty zostały częściowo przezbrojone. Ich działa najmniejszego kalibru zostały zastąpione przez jedno działo kal. 99 mm na przodzie, osiem dział 9-funtowych, cztery 3-funtowe i dziesięć 1-funtowych działek rewolwerowych. Jedna z wyrzutni torpedowych kal. 356 mm została zastąpiona przez  model o średnicy 380 mm. Ponowne przezbrojenie okrętów odbyło się w latach 1908-1910. Wymieniono wtedy stare działa kal. 150 mm na nowszą wersję z lufą o długości 45 kalibrów.

## Służba
W czasie służby wszystkie trzy okręty typu Hydra zazwyczaj operowały razem. Ich udział w wojnie grecko-tureckiej w 1897 roku był znacznie ograniczony, jako że grecka marynarka nie była w stanie wykorzystać swojej wyższości nad flotą osmańską. W czasie konfliktu tureckie okręty pozostawały w portach, ale interwencja mocarstw europejskich uniemożliwiła Grekom wykorzystanie ich przewagi. Trzy okręty razem z potężnym krążownikiem pancernym „Georgios Averof” wzięły udział w bitwie koło przylądka Elli w czasie I wojny bałkańskiej. W bitwie koło Lemnos okręty zostały z tyłu ze względu na swoją niską prędkość i nie zaangażowały się w walkę z flotą turecką.
Do 1914 roku „Hydra” i „Psara” zostały wycofane ze służby liniowej: „Hydra” została szkolnym okrętem artyleryjskim, a „Psara” okrętem szkolnym dla obsługi maszynowni. Po przyłączeniu się Grecji do Ententy w czasie I wojny światowej okręty typu Hydra służyły jako okręty obrony wybrzeża. Były już wtedy przestarzałe i zostały wycofane ze służby natychmiast po zakończeniu wojny, ale przetrwały przez jeszcze dekadę jako ośrodki treningowe i miejsca zakwaterowania. Wszystkie trzy jednostki zostały złomowane w 1929 roku.